# De skrigende halse
De skrigende halse er en dansk tv-film, der havde premiere i på DR i 1993. filmen er skrevet af Søren Fauli og Bo hr. Hansen og instrueret af Søren Fauli.

## Handling
Ronni (Kristian Holm Joensen) er en elendig guitarist i dødspunkbandet De skrigende halse, der desuden består af forsangeren Frank (Thomas Bo Larsen) og trommeslageren Anders (Martin Brygmann). Ronni er hypokonder og usikker, og de øvrige orkestermedlemmer samt deres tjekkede manager, Djarnis (Søren Pilmark), er træt af ham. Men midt i al elendigheden tager Ronnis og orkesterets karriere en uventet drejning.

## Medvirkende
Skuespiller og rolle
- Kristian Holm Joensen – Ronni Olsen
- Thomas Bo Larsen – Frank
- Martin Brygmann – Anders
- Søren Pilmark – Djarnis
- Morten Lorentzen – Iggy
- Lise Ringheim – Dr. Kronborg
- Sofie Gråbøl – Anita Schulz
- Sanne Gottlieb Tyron – Kim
- Søren Fauli – Fotograf
- Jan Sneum – Radiojournalist

## Betydning
Filmen er en komedie og en parodi på punkkulturen, og den blev en slags gennembrud for Søren Fauli og er siden blevet kult. Der findes i visse miljøer personer, der kan store dele af dialogen udenad, og der findes diverse hjemmesider med referencer til filmen.

## De skrigende halses musik
Der blev lavet en række musiknumre til filmen, og siden blev der suppleret til to album. De skrigende Halse (i form af skuespillerne) gav koncert på Roskilde Festival i 1996, med mere end 12.000 tilskuere.
- Testament for Ronni (cd, 1997) (Udgivelsen indeholder desuden også et radiohørespil, som er en fortsættelse af filmen)
- Frank & De Skrigende Halse – Independence (Vinyl-lp, 1997) (Fulde albumversioner af numrene, udgivet mere tro mod de fiktive musikere i filmen. Pladen er bevidst aldrig udgivet på cd)